# Sybil (filme)
Sybil (bra Sybil) é um telefilme norte-americano de 1976, do gênero drama biográfico, dirigido por Daniel Petrie, com roteiro de Stewart Stern baseado no livro homônimo de Flora Rheta Schreiber, que conta o tratamento, entre 1954 e 1965, de uma jovem que sofria de transtorno de múltiplas personalidades.
Sally Field ganhou um Emmy em 1977 pelo seu papel no filme.